# Пудож
Пу́дож (также — Пудога, карел. Puudoži, вепс. Pudož, фин. Puudosi) — город в России в Республике Карелия, расположенный на юго-востоке республики на реке Водла в 28 км от её устья. Образует Пудожское городское поселение. Административный центр Пудожского района.

## Этимология
Название города Пудога, он же Пудож, предположительно, восходит к карел. puvas «рукав реки, протока».

## Герб
Современный герб города утвержден в 2016 году и основан на историческом гербе города Пудожа 1788 года.
Описание герба: «В зеленом поле — три сложенных вместе и показанных в левую перевязь золотых пучка льна. Щит увенчан муниципальной башенной короной установленного образца. Девиз „Особливой доброты“ начертан черными литерами на серебряной ленте.»

## Физико-географическая характеристика

### Расположение и рельеф
Город расположен на правом, возвышенном берегу реки Водла, примерно в 25 км от впадения её в Онежское озеро.
Расстояние до столицы республики Петрозаводска — 352 км.

### Климат
- Среднегодовая температура воздуха — 2,9 °C
- Относительная влажность воздуха — 79,2 %
- Средняя скорость ветра — 1,9 м/с

| Среднесуточная температура воздуха в Пудоже по данным NASA | Среднесуточная температура воздуха в Пудоже по данным NASA | Среднесуточная температура воздуха в Пудоже по данным NASA | Среднесуточная температура воздуха в Пудоже по данным NASA | Среднесуточная температура воздуха в Пудоже по данным NASA | Среднесуточная температура воздуха в Пудоже по данным NASA | Среднесуточная температура воздуха в Пудоже по данным NASA | Среднесуточная температура воздуха в Пудоже по данным NASA | Среднесуточная температура воздуха в Пудоже по данным NASA | Среднесуточная температура воздуха в Пудоже по данным NASA | Среднесуточная температура воздуха в Пудоже по данным NASA | Среднесуточная температура воздуха в Пудоже по данным NASA | Среднесуточная температура воздуха в Пудоже по данным NASA |
| Янв                                                        | Фев                                                        | Мар                                                        | Апр                                                        | Май                                                        | Июн                                                        | Июл                                                        | Авг                                                        | Сен                                                        | Окт                                                        | Ноя                                                        | Дек                                                        | Год                                                        |
| −10,2 °C                                                   | −10,1 °C                                                   | −4,6 °C                                                    | 2,4 °C                                                     | 8,9 °C                                                     | 14,9 °C                                                    | 17,7 °C                                                    | 14,5 °C                                                    | 9,6 °C                                                     | 3,0 °C                                                     | −4,5 °C                                                    | −7,7 °C                                                    | 2,9 °C                                                     |
| ---------------------------------------------------------- | ---------------------------------------------------------- | ---------------------------------------------------------- | ---------------------------------------------------------- | ---------------------------------------------------------- | ---------------------------------------------------------- | ---------------------------------------------------------- | ---------------------------------------------------------- | ---------------------------------------------------------- | ---------------------------------------------------------- | ---------------------------------------------------------- | ---------------------------------------------------------- | ---------------------------------------------------------- |

## История
Впервые упоминается письменных источниках в 1382 году как селение Пудога. Однако название Пудога встретилось учёным в берестяной грамоте № 131, найденной в 1953 году в Новгороде на Неревском раскопе в слоях 70-х — нач. 80-х годов (предпочтительнее не позднее 70-х) XIV века.
С XV века — Никольский Пудожский погост в составе Заонежских погостов Новгородской земли. С 1478 года в составе Русского государства.
16 мая 1785 года по указу Екатерины II стал уездным городом Олонецкого наместничества. В том же году Пудож посетил олонецкий губернатор Г. Р. Державин. В связи с упразднением Олонецкого наместничества, в 1796 году преобразован в посад и включен в состав Онежского уезда Архангельской губернии, однако в 1799 г. восстановлен в статусе заштатного города и включен в состав Новгородской губернии. В 1801 году вновь вошёл в состав восстановленной Олонецкой губернии. По указу 10(22)октября 1802 подтверждалось восстановление уездного статуса города.
С конца XVIII века в устье реки Водла действовало несколько стекольных заводов, с конца XIX века — лесопильные заводы.
В 1882 году петербургским купцом Д. Н. Лебедевым в устье Водлы был построен крупный лесопильный завод, продукция которого поставлялась в Санкт-Петербург и за границу. После Октябрьской революции завод был национализирован. В 1924 году число работающих на заводе достигало 400 человек. В 1970-х годах завод был модернизирован, ежегодный выпуск пиломатериалов достиг 125 тыс. м³. В 1990-е годы на базе предприятия было создано АО «Пудожский лесозавод».
Город являлся центром возделывания, первичной обработки и торговли льном и льняными изделиями. По инициативе губернатора Григорьева Г. Г. в 1873 году открылось регулярное пароходное сообщение с г. Петрозаводск.
В июле 1885 года, во время посещения Пудожа, в доме купца А. П. Базегского останавливался Великий князь Владимир Александрович.
В 1902 году в Пудоже появилась первая телефонная линия.
25 января 1905 года в Пудоже была организована первая политическая демонстрация. 9 политических ссыльных с жёнами вышли на городские улицы. Они надели траурные повязки, тем самым выразив свой протест против событий 9 января 1905 года в Петербурге («Кровавое воскресенье»).
В 1905 г. в Пудоже была построена часовня во имя Святого Пророка Осии в память чудесного избавления от смерти императорской фамилии при крушении императорского поезда.

### Гражданская война
Советская власть в городе была установлена в середине-конце января 1918. В начале Гражданской войны большевики прилагали усилия к созданию боеспособных частей Красной армии. В 1918 году в Пудоже формированием добровольческих отрядов «красных» занимались члены ВКП(б) Н. Г. Куделин и Ф. М. Перепёлкин. Но крестьяне не желали служить в Красной армии. На этой почве в январе 1919 года в Пудоже произошло восстание (вслед за восстаниями декабря 1918 года в других районах Карелии). Восставших удалось уговорить и отправить в Петрозаводск, где они были включены в состав маршевых рот, направлявшихся на фронт.
В 1918 году большевики развернули кампанию по организации комбедов. В 1919 г. войска белогвардейцев предприняли попытку прорваться к городу. Благодаря крупному крестьянскому восстанию, летом была захвачена территория Заонежья, от которого войска стали продвигаться на юг вдоль побережья озера. Остановить продвижение белых к Пудожу удалось осенью 1919 г. с помощью подоспевшего 9-го стрелкового полка (командир И. Д. Спиридонов) 1-й стрелковой дивизии 6-й армии РККА. (см. также: Иностранная военная интервенция на севере России).

### СССР
Обстановка в Пудоже периода НЭПа (1926 год) описана в романе Е. С. Рысса «Шестеро вышли в путь».
В 1920 г. в Пудоже состоялся праздник спорта Всевобуча — были проведены первые в уезде матчи по футболу, баскетболу, соревнования по пятиборью и сокольской гимнастике.
В сентябре 1922 года, после упразднения декретом ВЦИК РСФСР Олонецкой губернии, территория Пудожского уезда была включена в состав Карельской Трудовой Коммуны. В 1923—1940 гг. входил в состав Автономной Карельской ССР (с 1936 — КАССР), до 1927 г. являлся уездным центром. В 1926—1943 годах имел статус села, сохраняя (с 1927) статус районного центра.
26 июня 1939 года постановлением Карельского ЦИК в Пудоже была закрыта каменная церковь и передана под Дом обороны.
В 1940 Пудож был передан в Карело-Финскую ССР, в 1956 году возвращен в состав Карельской АССР. 25 марта 1943 года вновь получил статус города.
В 1956 году на окраине Пудожа был построен новый аэропорт: асфальтовая взлетно-посадочная полоса, аэровокзал, служебные помещения.
С 1992 года входит в состав республики Карелия.

## Население
| 1856    | 1897    | 1913    | 1939    | 1959    | 1970    | 1979    | 1989    | 1992    |
| ------- | ------- | ------- | ------- | ------- | ------- | ------- | ------- | ------- |
| 1000    | ↗1500   | ↗2800   | ↗4405   | ↗7044   | ↗7970   | ↗8692   | ↗10 982 | ↗11 700 |
| 1996    | 1998    | 2002    | 2003    | 2005    | 2006    | 2007    | 2009    | 2010    |
| ↘11 600 | ↘11 500 | ↘10 632 | ↘10 600 | ↘10 200 | ↘10 100 | ↘10 000 | ↘9852   | ↘9698   |
| 2011    | 2012    | 2013    | 2014    | 2015    | 2016    | 2017    | 2018    | 2019    |
| ↗9700   | ↘9536   | ↘9408   | ↘9269   | ↘9183   | ↘9153   | ↘9044   | ↘8897   | ↘8718   |
| 2020    | 2021    | 2023    |         |         |         |         |         |         |
| ↘8606   | ↘7356   | ↘7207   |         |         |         |         |         |         |

Карелы, русские, вепсы, украинцы, белорусы и другие национальности.
| Национальности | 1926  | 1926  |
| Национальности | число | %     |
| -------------- | ----- | ----- |
| Всего          | 2194  | 100   |
| русские        | 2181  | 99,45 |
| финны          | 3     | 0,14  |
| прочие         | 10    | 0,45  |

По итогам переписи населения 2020 года проживали следующие национальности (национальности менее 0,1 % и другое, см. в сноске к строке «Другие»):
| Национальность | Численность, чел. | Доля     |
| -------------- | ----------------- | -------- |
| Русские        | 6093              | 82,83 %  |
| Белорусы       | 117               | 1,59 %   |
| Карелы         | 48                | 0,65 %   |
| Украинцы       | 43                | 0,58 %   |
| Армяне         | 26                | 0,35 %   |
| Азербайджанцы  | 9                 | 0,12 %   |
| Поляки         | 8                 | 0,11 %   |
| Другие         | 1012              | 13,77 %  |
| Итого          | 7356              | 100,00 % |

## Органы власти
В Пудоже расположены органы власти Пудожского городского округа и Пудожского района.

### Местное самоуправление
Органом местного самоуправления Пудожского поселения составляют: совет депутатов, глава поселения, который входит в состав совета депутатов и является его председателем, контрольно-счётный орган. Совет состоит из 15 депутатов, избираемых населением на муниципальных выборах по одномандатным округам на основе всеобщего, равного и прямого избирательного права при тайном голосовании сроком на 5 лет.
Местная администрация Пудожского городского поселения не образуется, её полномочия исполняет администрация Пудожского района.

### Районные
Совет депутатов и администрация Пудожского района расположены в одном здании на улице Ленина.

## Экономика
В 2014 году Пудож вошёл в список моногородов Российской Федерации с наиболее сложным социально-экономическим положением. Градообразующим предприятием является ООО «Пудожлеспром».
- Заготовка леса и его перевозка автотранспортом (сплав леса — в прошлом) для Кондопожского и Сегежского ЦБК, а также на экспорт.
- Производство молока и молочной продукции.
- Производство меда и медовой продукции.
- Лесопильное производство[40].
- Хлебозавод.
- Добыча габбродиабаза (глубокого чёрного цвета).
- Разработка месторождения титано-магниевых руд (проект), гранита (Кашина Гора, известно с XIX в., — серый и розовато-серый гранит использовался при облицовке зданий и набережных Санкт-Петербургa, Москвы).
- Добыча серого гранита и производство щебня из него.
- Рыболовство.

## Транспорт

### Дороги
Через город проходит федеральная автодорога А119 «Вологда — Пудож — Медвежьегорск». От неё на запад, к посёлку Шальский, идёт автодорога Р16, а на восток, на Каргополь, автодорога Р2.
Город входит в международный туристический маршрут «Голубая дорога», связывающий Норвегию, Швецию, Финляндию и Россию. Конечная точка маршрута.
Железнодорожного сообщения город не имеет. Ближайшая железнодорожная станция — Медвежья Гора в городе Медвежьегорск, который расположен в 197 км на северо-запад.

### Общественный транспорт
В городе действует тринадцать автобусных маршрутов. Осуществляются местные рейсы по району и междугородние рейсы в Петрозаводск, Санкт-Петербург и Вытегру.
Первый автобусный рейс из Пудожа (на Подпорожье) состоялся в 1936 году.

### Воздушное сообщение
На северо-восточной окраине города находится недействующий аэропорт Пудож.
Рейсы на Петрозаводск с 19 января 1934 года. В 2000-х годах рейсы по местным воздушным линиям из Петрозаводска в Пудож (Кулгала) были прекращены, в 2011 возобновлены из аэропорта Пудож на вертолетах пожарной службы. С 1 апреля 2013 года рейсы вновь отменены. В 2017 году во время подготовки к празднованию 100-летия Карелии председатель государственной комиссии по празднованию Николай Патрушев предложил развивать малую авиацию в республике и привести в порядок недействующие взлетно-посадочные полосы в Пудоже, Сортавале, Костомукше, Кеми и Лоухи. В 2019 году руководство республики объявило, что по программе развития до 2020 года будет модернизирована только ВПП в Сортавале.

## Образование
В городе две средние общеобразовательные школы: № 2 и № 3.
Среднее профессиональное образование предоставляет филиал сегежского Северного колледжа (до 2012 года профессиональное училище № 22). Возможно овладеть профессиями повара, тракториста, сварщика, плотника, автомеханика. В 2018 году Министерство образования планировало закрыть филиала.
Дополнительное образование предоставляет Школа искусств (музыкальное отделение, художественно-графическое отделение) и Детско-юношеская спортивная школа (группы по лыжным гонкам, футболу, баскетболу, настольному теннису и по хоккею с шайбой).

## Культура
В городе действует историко-краеведческий музей им. А. Ф. Кораблёва. Музей основан в 1970 году, расположен в историческом здании бывшей земской управы.
- районный культурно-досуговый центр
- центральная районная библиотека
- дом детского творчества
- кинотеатр «Октябрь». Открыт в мае 1953 года[48].

## СМИ
В городе издаются газеты «Пудожский вестник» и «Пудожский Уездъ».

## Достопримечательности

### Архитектура
В центральной части Пудожа сохранились кварталы жилой застройки XIX — начала XX веков.
Двухэтажный каменный дом купца А. П. Базегского — памятник архитектуры 1880-х годов, напротив него стоят Торговые ряды, построенные тем же купцом в то же время. До начала XX века Пудож являлся «деревянным» городом, и особняк Базегских на тот момент был единственным каменным жилым домом.
Церковь Св. Александра Невского (арх. — С. В. Нюхалов, 1903 год).
- Дом купца А. П. Базегского (фото 2013 года).
- Чайная купца Фёдора Егорова. Постройка 1901 года.
- Церковь Св. Александра Невского. Постройка 1903 года.

### В Пудожском районе
Северо-восточнее Пудожа расположен Водлозерский национальный парк. Визи-центр находится в деревне Куганаволок. На территории парка находится Ильинский Водлозерский погост — мужской монастырь Петрозаводской и Карельской епархии Русской православной церкви. Сохранилась деревянная церковь конца XVIII века.
Западнее, на берегу Онежского озера, находится мыс Бесов Нос, известный петроглифами — наскальными изображеними эпох неолита и бронзы. Там же реконструированное поселение каменного века. Также многочисленные «онежские» петроглифы найдены около 800 близ устья Водлы и на мысах Онежского озера.
Юго-западнее, на берегу Онежского озера, находится Муромский Успенский монастырь — мужской монастырь Петрозаводской и Карельской епархии Русской православной церкви.

## Мемориалы и памятники
- Памятник В. И. Ленину, российскому революционеру и советскому политическому и государственному деятелю.
- Стела в честь Героя Советского Союза А. Р. Машакова Также его именем названа улица.
- Памятник Ю. И. Падорину, советскому подводнику, политработнику, вице-адмиралу и Герою Советского Союза. Установлен в 2016 году.
- Памятное место, где 25 января 1905 года ссыльные большевики провели демонстрацию в память жертв 9 января в Санкт-Петербурге
- Мемориалы воинам павшим в годы Советско-финской войны (1941—1944) и Афганской войны (1979—1989)

- Памятник В. И. Ленину

Захоронения
- Могила военкома И. H. Матвеева, погибшего в 1919 году
- Братская могила красноармейцев, погибших в годы Гражданской войны (1919—1920)
- Могила минёра Климовича В. Н. (1928—1944)
- Могила майора М. П. Ригина, погибшего в 1944 году

## Известные жители города
- см. Персоналии: Пудож